# Norman Vincent Peale
Norman Vincent Peale (31. května 1898, Bowersville, Ohio, USA – 24. prosince 1993, Pawling, New York, USA) byl americký protestantský kazatel a spisovatel, autor příruček o pozitivním myšlení.

## Život a dílo
Absolvoval studia teologie na Ohio Wesleyan University a Boston University School of Theology. Roku 1922 byl ordinován metodistickým duchovním, ale od roku 1932 byl členem reformované denominace „Reformed Church in America“ (RCA) a po dobu 52 let pastorem Marble Collegiate Church na Manhattanu. Během této doby se stal známým kazatelem a napsal několik desítek knih, z nichž kniha Síla pozitivního myšlení (The Power of Positive Thinking) z října 1952 se stala bestsellerem.
Roku 1934 zahájil týdenní rozhlasový program The Art of Living, který trval 54 let, vystupoval i v televizi.
Roku 1984 mu prezident USA Ronald Reagan udělil Prezidentskou medaili svobody (nejvyšší civilní vyznamenání v USA) za jeho přínos na poli teologie.